# حصار وادي الضيف الثاني
يشير الحصار الثاني لوادي الضيف إلى حصار معسكري وادي الضيف والحامدية الواقعين في محافظة إدلب والتابعين لقوات الجيش السوري من قبل قوات المعارضة سنة 2014 خلال أحداث الحرب الأهلية السورية. وقد كان هذا الحصار تالياً للحصار الأول الذي امتد من تاريخ 11 أكتوبر 2012 حتى 4 أبريل 2013 وانتهى بكسر الجيش السوري للحصار.
انتهى الحصار الثاني بسقوط معسكري وادي الضيف والحامدية بعد فترة حصار دامت ثمانية أشهر تخللتها الكثير من الاشتباكات واستخدام تكتيكات غير اعتيادية كتفجير أنفاق ملغمة من قبل قوات المعارضة المسلحة أسفل نقاط تمركز الجيش العربي السوري على غرار ما حدث خلال الحرب العالمية الأولى.

## خلفيات الأحداث
في الخامس من مارس، شنت قوات المعارضة في محافظة إدلب هجوماً يهدف لرفع الحصار والسيطرة على محيط مدينة خان شيخون ولقطع خط الإمداد الواصل لوادي الضيف والذي يمر بالمدينة، وقد تمكنوا من ذلك.
في الرابع من أبريل، شنت قوات المعارضة هجوماً آخراً لقطع خط الإمداد الثاني لوادي الضيف، فسيطروا على قريتي أبو لين والصالحية وقطعوا الخط.

## الحصار
في الخامس عشر من أبريل، وبعد أيام قليلة من بداية الحصار الثاني، تعرضت قوات المعارضة لكمين أعدته قوات النظام بمحيط معسكر الحامدية، أسفر عن مقتل ستة من قوات المعارضة المسلحة وجرح ما لا يقل عن 40 منهم.
في الخامس من مايو، فجرت قوات المعارضة المسلحة نفقاً ملغماً أسفل حاجز الصحابة الذي يعد البوابة المتقدمة  لمعسكر وادي الضيف. وصف الانفجار بالعنيف وأنه أحدث ما يشبه الزلزال. استغرق حفر النفق 62 يوماً وفخخ ب40 طن من المتفجرات. وفي الرابع عشر من مايو فجرت قوات المعارضة المسلحة نفقاًُ ملغماً بستين طن من المتفجرات أسفل حاجز تلة السوادي. وطبقاً للمركز السوري لحقوق الإنسان فقد قتل من قوات النظام في التفجير عدد يتراوح بين 35-100 جندي. عقب التفجير وفي طلائع شهر يوليو تواصلت هجمات قوات المعارضة المسلحة على تمركزات النظام في الوادي، وبتركيز مكثف على الحواجز الأربعة التي تحمي الجزء الشمالي الغربي لمعسكر الحامدية وهم: الطراف والدهمان والهانجاك والمداجن.
في السابع من يوليو، هاجمت قوات المعارضة المسلحة حاجز الطراف ضمن عملية أسميت بالجيش الواحد، مهدت قوات المعارضة المسلحة لهجومهم باستخدام صواريخ التاو التي استهدفت عدداً من الدبابات المتمركزة في المعسكر، تلا التمهيد اقتحام للحاجز أسفر عن سيطرة قوات المعارضة المسلحة على عدد من دباباتتي-55 كغنائم. ثم جعلت قوات المعارضة المسلحة حاجز الطراف نقطة للتقدم نحو حاجز الدهمان. وفي التاسع من يوليو بدأت قوات المعارضة المسلحة هجومهم على حاجز الدهمان وسيطروا عليه وعلى ما به من غنائم، ثم قاموا بتدمير الحاجز بالإضافة لحاجز الطراف حتى لا تتمكن قوات النظام من العودة للتمركز بهما. في السادس عشر من يوليو، شنت قوات المعارضة هجوماً استهدف حاجزي الهناجاك والمداجن، وسقط على إثر الهجوم حاجز الهناجاك بسهولة، بينما تابعت قوات المعارضة المسلحة محاولاتهم للتقدم لعمق المعسكر.
في الخامس عشر من أكتوبر، فجرت قوات المعارضة المسلحة نفقاً أسفل حاجز الدحروج التابع لمعسكر الحامدية. وزعمت مصادر المعارضة أن 35 قتيلاً على الأقل من قوات النظام سقطوا جراء التفجير. وفي نفس اليوم تمكن قوات المعارضة من السيطرة على حاجز الغربال بعد هجومٍ شنوه عليه، وقتل خلال الهجوم اثنان من المعارضة وخمسة من قوات النظام.
شكل تاريخ 14 ديسمبر موعد أضخم هجوم تشنه الفصائل المعارضة تجاه الوادي. كان الفصائل الإسلامية هي العصب الأساسي للهجوم، وارتكزت الخطة على محورين: الأول، محور معسكر الحامدية وتتولاه حركة أحرار الشام. أما المحور الثاني فكان محور معسكر وادي الضيف وقد تولته بصورة أساسية جبهة النصرة وفصيل جند الأقصى. كان الحشد للمعركة كبيراً وقدر عدد المقاتلين في صفوف قوات المعارضة المسلحة ب3000 مقاتل وشاركت فيه عدد كبير من الدبابات والآليات المصفحة. وكان الهجوم عنيفاً منذ بدءه، فسقطت سبعة حواجز في اليوم الأول من الهجوم. وفي صباح اليوم الثاني أعلنت جبهة النصرة سيطرتها على معسكر وادي الضيف بكامل حواجزه ونقاطه. وقيل أن النصرة استخدمت في أثناء الهجوم عدداً من صواريخ التاو والأسلحة التي حصلت عليها بعد صراعها مع جبهة ثوار سوريا المدعومة أمريكياً. بعد ذلك وفي نفس اليوم أعلنت حركة أحرار الشام عن سيطرتها على كامل معسكر الحامدية. وقد كان للفرقة 13 منالجيش الحر دور كبير في تدمير عدد من آليات النظام باستخدام صواريخ التاو التي قدمت لها كدعمٍ خارجي. إثر تقدم قوات المعارضة المسلحة هبطت طائرة هيلكوبتر في المعسكر لتقل قادات المعسكر خارجه. أتبع ذلك انسحاب عشوائي لقوات النظام المتبقية جنوباً نحو قريتي بسيدة ومعر حطاط  التين مالبثتا أن سقطتا في يد قوات المعارضة المسلحة المتقدمة جنوباً. أجبر سقوط القريتين المتبقين من قوات النظام على الانسحاب جهة مدينة مورك التي تسيطر عليها قوات الجيش السوري. كان الطريق إلى مدينة مورك يمر بمناطق قوات المعارضة المسلحة، فحاول الكثير من جنود النظام الهرب عن طريق الأراضي الزراعية والطرق الترابية ووقع الكثير منهم في عدد من الكمائن نتيجة الانسحاب العشوائي، بينما نجح عدد آخر في الوصول إلى مورك. تخلل الهجوم العديد من الغارات الجوية للطيران السوري في محاولة لإيقاف هجوم قوات المعارضة المسلحة، لكن سوء الأحوال الجوية حال دون أن تكون لهذه الغارات الفاعلية التامة،لكنها ساهمت في مساعدة انقاذ بعض الجنود اثناء الانسحاب. وعثرت قوات المعارضة المسلحة على مايقارب مليوني لتر من الوقود في المعسكر بالإضافة لعدد كبير من الآليات تقدر بالعشر. أيضاً حصلت قوات المعارضة المسلحة على عدد كبير من الأسلحة والذخائر المتنوعة.

## تبعات المعركة
مهد سقوط المعسكر لسلسلة الانتصارات التي حققتها قوات المعارضة المسلحة في محافظة إدلب، والتي كان من أهمها السيطرة على مدينة إدلب نفسها.